# Bahnstrecke Montpelier–Wells River
| Streckenlänge: | 60,1 km              |                                          |                                          |
| Spurweite: | 1435 mm (Normalspur) |                                          |                                          |
| |                      |                                          |                                          |
| \| \| \| von Montpelier Junction \| \| \| \| 0,0 \| Montpelier VT \| Montpelier VT \| \| \| \| nach Williamstown (Coffeehouse Junction) \| \| \| \| \| Straßenbahn Montpelier–Barre \| \| \| \| \| Verbindung nach Barre \| \| \| \| \| Verbindung von Montpelier Junction \| \| \| \| \| von Barre \| \| \| \| ca. 3 \| Barre Transfer VT \| Barre Transfer VT \| \| \| \| Winooski River \| \| \| \| ca. 6 \| Fairmont VT \| Fairmont VT \| \| \| 9,2 \| East Montpelier VT \| East Montpelier VT \| \| \| 15,3 \| Plainfield VT \| Plainfield VT \| \| \| 24,8 \| Marshfield VT \| Marshfield VT \| \| \| ? \| Edgewater VT \| Edgewater VT \| \| \| 30,1 \| Lanesboro VT \| Lanesboro VT \| \| \| ? \| Rocky Point VT \| Rocky Point VT \| \| \| 37,8 \| Lakeside VT \| Lakeside VT \| \| \| 40,1 \| Rickers VT \| Rickers VT \| \| \| \| Wells River \| \| \| \| 45,5 \| Groton VT \| Groton VT \| \| \| \| Wells River \| \| \| \| 50,5 \| South Ryegate VT \| South Ryegate VT \| \| \| \| Wells River (3×) \| \| \| \| 55,2 \| Boltonville VT \| Boltonville VT \| \| \| \| Interstate 91 \| \| \| \| \| Wells River \| \| \| \| \| von Lennoxville \| \| \| \| \| nach White River Junction \| \| \| \| 60,1 \| Wells River VT (Keilbahnhof) \| Wells River VT (Keilbahnhof) \| \| \| \| Verbindung von White River Junction \| \| \| \| \| nach Concord \| \| |                      |                                          |                                          |
| Strecke |                      | von Montpelier Junction                  | von Montpelier Junction                  |
| ehemaliger Bahnhof | 0,0                  | Montpelier VT                            | Montpelier VT                            |
| Abzweig ehemals geradeaus und nach rechts |                      | nach Williamstown (Coffeehouse Junction) | nach Williamstown (Coffeehouse Junction) |
| Kreuzung (Strecken außer Betrieb) |                      | Straßenbahn Montpelier–Barre             | Straßenbahn Montpelier–Barre             |
| Abzweig geradeaus und nach rechts (Strecke außer Betrieb) |                      | Verbindung nach Barre                    | Verbindung nach Barre                    |
| Abzweig ehemals geradeaus und von rechts |                      | Verbindung von Montpelier Junction       | Verbindung von Montpelier Junction       |
| Abzweig geradeaus und ehemals von rechts |                      | von Barre                                | von Barre                                |
| Betriebs-/Güterbahnhof Strecke ab hier außer Betrieb | ca. 3                | Barre Transfer VT                        | Barre Transfer VT                        |
| Brücke über Wasserlauf (Strecke außer Betrieb) |                      | Winooski River                           | Winooski River                           |
| Haltepunkt / Haltestelle (Strecke außer Betrieb) | ca. 6                | Fairmont VT                              | Fairmont VT                              |
| Bahnhof (Strecke außer Betrieb) | 9,2                  | East Montpelier VT                       | East Montpelier VT                       |
| Bahnhof (Strecke außer Betrieb) | 15,3                 | Plainfield VT                            | Plainfield VT                            |
| Bahnhof (Strecke außer Betrieb) | 24,8                 | Marshfield VT                            | Marshfield VT                            |
| Haltepunkt / Haltestelle (Strecke außer Betrieb) | ?                    | Edgewater VT                             | Edgewater VT                             |
| Bahnhof (Strecke außer Betrieb) | 30,1                 | Lanesboro VT                             | Lanesboro VT                             |
| Haltepunkt / Haltestelle (Strecke außer Betrieb) | ?                    | Rocky Point VT                           | Rocky Point VT                           |
| Bahnhof (Strecke außer Betrieb) | 37,8                 | Lakeside VT                              | Lakeside VT                              |
| Haltepunkt / Haltestelle (Strecke außer Betrieb) | 40,1                 | Rickers VT                               | Rickers VT                               |
| Brücke über Wasserlauf (Strecke außer Betrieb) |                      | Wells River                              | Wells River                              |
| Bahnhof (Strecke außer Betrieb) | 45,5                 | Groton VT                                | Groton VT                                |
| Brücke über Wasserlauf (Strecke außer Betrieb) |                      | Wells River                              | Wells River                              |
| Bahnhof (Strecke außer Betrieb) | 50,5                 | South Ryegate VT                         | South Ryegate VT                         |
| Brücke über Wasserlauf (Strecke außer Betrieb) |                      | Wells River (3×)                         | Wells River (3×)                         |
| Haltepunkt / Haltestelle (Strecke außer Betrieb) | 55,2                 | Boltonville VT                           | Boltonville VT                           |
| Strecke mit Straßenbrücke (Strecke außer Betrieb) |                      | Interstate 91                            | Interstate 91                            |
| Brücke über Wasserlauf (Strecke außer Betrieb) |                      | Wells River                              | Wells River                              |
| Abzweig ehemals geradeaus und von links |                      | von Lennoxville                          | von Lennoxville                          |
| Abzweig ehemals geradeaus und nach rechts |                      | nach White River Junction                | nach White River Junction                |
| Bahnhof (Strecke außer Betrieb) | 60,1                 | Wells River VT (Keilbahnhof)             | Wells River VT (Keilbahnhof)             |
| Abzweig ehemals geradeaus und von rechts |                      | Verbindung von White River Junction      | Verbindung von White River Junction      |
| Strecke |                      | nach Concord                             | nach Concord                             |

Die Bahnstrecke Montpelier–Wells River ist eine Eisenbahnstrecke in Vermont (Vereinigte Staaten). Sie ist 60,1 Kilometer lang und verbindet die Städte Montpelier, Plainfield, Groton und Wells River. Die Strecke ist weitgehend stillgelegt und abgebaut, lediglich im Stadtgebiet von Montpelier und am früheren Knotenpunkt Barre Transfer wird die Trasse noch von den Zügen der Washington County Railroad befahren.

## Geschichte
Am 6. November 1867 erhielt die Montpelier and Wells River Railroad (M&WR) eine Konzession zum Bau und Betrieb einer Eisenbahnstrecke zwischen ihren namensgebenden Orten, um die Hauptstadt des Bundesstaates direkter an die Hauptstrecke im Tal des Connecticut River und über Concord nach Boston anzubinden. Die Bauarbeiten begannen Ende 1870 von beiden Endpunkten aus. Der erste Abschnitt ging am 15. September 1873 zwischen Wells River und Groton in Betrieb. Zwei Tage später folgte die Strecke zwischen Montpelier und Plainfield. Am 1. November des gleichen Jahres ging auch das mittlere Stück der Strecke zwischen Plainfield und Groton in Betrieb. Offiziell wurde der Betrieb auf der Gesamtstrecke am 24. November aufgenommen.
1879 ersetzte die Bahngesellschaft die gusseisernen Schienen durch solche aus Stahl. Einige bis dahin hölzerne Brücken wurden ebenfalls durch Stahlkonstruktionen ersetzt. Ab dem 2. Juli 1884 verkehrte im Sommer der White Mountain Express über die Strecke. Er fuhr von Saratoga (New York), Burlington und Montpelier in die Ausflugsgebiete bei Bretton Woods in New Hampshire. Aufgrund des gestiegenen Verkehrs zwischen Montpelier und Barre wurde die Strecke zwischen Montpelier und Barre Transfer im Frühjahr 1891 zweigleisig ausgebaut. Durch die Eröffnung der Straßenbahn Montpelier–Barre 1898 ging der Verkehr jedoch wieder deutlich zurück. Im Sommer 1903 errichtete die Bahngesellschaft 38 Meilensteine aus Granit entlang der Nordseite der Strecke, von denen einige noch heute stehen. Granit war neben Passagieren, Post und Holz das Haupttransportgut der Bahn.
Der Personenverkehr über die Strecke wurde immer spärlicher. Um Umsteigebeziehungen zu verbessern, fuhren ab etwa 1930 alle Züge über die Bahnstrecke Concord–Wells River von und nach Woodsville, wo auch die Züge der Boston&Maine in Richtung Boston, Springfield und in die White Mountains und die Züge der Canadian Pacific Railway in Richtung Montreal hielten. Ab 1936 verkehrten nur noch gemischte Züge auf der M&WR. 1947 wurden die Dampfloks durch Dieselloks ersetzt. Eines der beiden gemischten Zugpaare auf der Strecke wurde am 1. Februar 1952 eingestellt. Am 29. Oktober 1955 endete der Posttransport über die Strecke und am Silvestertag des gleichen Jahres fuhr der letzte gemischte Zug. Ab 1. Januar 1956 verkehrten nur noch Güterzüge. Bereits am 13. Dezember 1955 hatte die Barre and Chelsea Railroad, die 1945 die Strecke übernommen hatte, ihre Stilllegung beantragt, die am 19. September 1956 genehmigt und am 15. November des Jahres vollzogen wurde. Übrig blieben lediglich ein Industrieanschluss in Barre Transfer, zu dem ein Verbindungsgleis der weiterhin betriebenen Bahnstrecke Montpelier Junction–Williamstown eingebaut wurde, sowie der durch die Züge dieser Bahnstrecke mitbenutzte Abschnitt in Montpelier. Diese kurzen Abschnitte werden seit 1981 durch die Washington County Railroad bedient.

### Unfälle
Am 23. August 1876 stießen westlich von East Montpelier ein gemischter Zug Richtung Wells River und ein Postzug Richtung Montpelier frontal zusammen. Das Lokpersonal konnte rechtzeitig abspringen. Da der Personenwagen des gemischten Zuges am Zugende fuhr, wurde niemand bei dem Unglück getötet. Am 25. September 1876 kam es erneut zu einem Frontalzusammenstoß auf der Strecke. Ein gemischter Zug der M&WR in Richtung Wells River stieß nahe dem Bahnhof Montpelier mit einem in Richtung Montpelier Junction fahrenden Personenzug der Central Vermont Railroad zusammen, der die Strecke zwischen dem Abzweig Coffeehouse Junction und Montpelier mitbenutzte. Wiederum kamen alle beteiligten Personen mit Verletzungen davon. Noch im gleichen Jahr wurde aufgrund der Unfälle eine Telegraphenleitung entlang der Strecke installiert, über die die Zugabfertigung deutlich verbessert werden konnte.
Ein schwerer Waldbrand zerstörte am 12. Mai 1883 die Stadt Groton sowie etwa zehn Kilometer der Bahnstrecke einschließlich zweier Bahnhöfe. Die Bewohner brachten sich mit Flößen auf dem Lake Groton in Sicherheit, die Waggons eines Güterzugs verbrannten mit dem Bahnhof Groton. Anfang 1887 entgleiste ein Wagen eines gemischten Zuges auf dem Weg von Montpelier nach Wells River an der Weiche am Abzweig Coffeehouse Junction. Die drei letzten Wagen des Zuges, darunter der Personenwagen, stürzten um. Von den acht Fahrgästen wurde nur einer schwer verletzt. Am 7. Februar 1907 brannte der Lokschuppen der M&WR in Montpelier ab, eine Lok sowie mehrere Waggons wurden zerstört, die übrigen Fahrzeuge konnten von den Angestellten gerettet werden. Zwei der geretteten Loks brannten jedoch drei Monate später ab, als sie im Ringlokschuppen der Boston and Maine Railroad in Woodsville abgestellt waren. Ein schweres Hochwasser beschädigte die Strecke am 3. November 1927. Erst am 28. November konnte der Verkehr wieder aufgenommen werden.

## Streckenbeschreibung
Die Strecke begann im Bahnhof Montpelier der M&WR, der sich östlich der Main Street befand. Die Strecke führt zunächst entlang des Winooski River. Am früheren Knotenbahnhof Barre Transfer befand sich ein Gleisdreieck. Heute liegt hier nur noch ein Verbindungsgleis zur Strecke nach Williamstown. Nach Barre Transfer überquerte die Bahnstrecke den Winooski und führte nun südlich des Flusses bergauf in nordöstliche Richtung durch East Montpelier hindurch. Zwischen Barre Transfer und dem Bedarfshalt Fairmont liegen heute die Power Plant Road und östlich der nicht mehr vorhandenen Flussbrücke der U.S. Highway 2 auf der Bahntrasse. Südlich von East Montpelier erinnert die Old Railroad Lane an die Bahntrasse, auf der sie liegt. Die Strecke verläuft zunächst weiter entlang des Winooski, verlässt das Tal jedoch bei Marshfield, wo sich der nördlichste Punkt der Strecke befindet. Der Bahnhof lag etwa anderthalb Kilometer südlich der Stadt. Zwischen Plainfield und der Kreuzung der State Forest Road (Staatsstraße 232) hinter dem Bahnhof Lanesboro liegt heute ein Rad- und Wanderweg auf der Bahntrasse.
Der höchste Punkt der Strecke befand sich in Lanesboro mit einer Höhe von 423 Metern über NN. Die Strecke fiel nach Montpelier 276, nach Wells River 291 Höhenmeter ab. Nach Lanesboro führt die Bahnstrecke weiter südostwärts durch unbesiedeltes Waldgebiet. Entlang des Lake Groton und des Ricker Pond, wo die Bahntrasse teilweise erneut in einen Rad- und Wanderweg umfunktioniert wurde, führt die Strecke parallel zur Staatsstraße 232 nach Groton. Auch vom Scott Highway bis zum Bahnhof South Ryegate führt heute ein Wanderweg über die Bahnstrecke. Zwischen South Ryegate und Wells River wurde auf zwei Abschnitten der U.S. Highway 302 auf der Bahntrasse gebaut. In Wells River überquerte die Strecke zunächst über eine nicht mehr vorhandene Brücke den gleichnamigen Fluss und mündete dann in die Bahnstrecke White River Junction–Lennoxville ein. Unmittelbar nach der Verbindungsweiche beginnt der Bahnhofsbereich von Wells River. Die Züge der M&WR benutzen hier den nördlichen Bahnhofsteil des Keilbahnhofs, der zur Bahnstrecke Concord–Wells River gehörte.